# Cantó d'Huelgoat
El cantó d'Huelgoat (bretó Kanton an Uhelgoad) és una divisió administrativa francesa situat al departament de Finisterre a la regió de Bretanya.

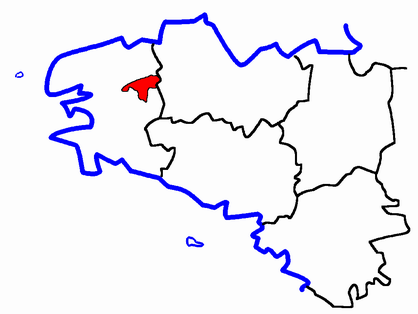
Situació del cantó

## Composició
El cantó aplega 8 comunes :
| Nom bretó        | Nom francès      | Nom gal·ló |
| Berrien          | Berrien          | ---        |
| Bolazeg          | Bolazec          | ---        |
| Boneur           | Botmeur          | ---        |
| Ar Fouilhez      | La Feuillée      | ---        |
| An Uhelgoad      | Huelgoat         | ---        |
| Lokmaria-Berrien | Locmaria-Berrien | ---        |
| Plouie           | Plouyé           | ---        |
| Skrigneg         | Scrignac         | ---        |

## Història
| Data d'elecció                           | Identitat     | Partit | Qualitat |
| ---------------------------------------- | ------------- | ------ | -------- |
| 2001-                                    | Daniel Créoff | PS     |          |
| les dades anteriors no són pas conegudes |               |        |          |
|                                          |               |        |          |